# 240871 MOSS
240871 MOSS este o planetă minoră (asteroid) din Mars-crossing asteroid⁠(d). A fost descoperită pe 19 februarie 2006 la Vicques⁠(d) de Michel Ory⁠(d). 
Obiectul prezintă o orbită caracterizată de o semiaxă mare de 2,4145091224375 UAi, o excentricitate de 0,33, o înclinație de 21,7 ° în raport cu ecliptica.